# Seligeria longirostris
Seligeria longirostris là một loài rêu trong họ Seligeriaceae. Loài này được (Schwägr.) Müll. Hal. mô tả khoa học đầu tiên năm 1848.